# Atimia truncatella
Atimia truncatella là một loài bọ cánh cứng trong họ Cerambycidae.